# 194 Prokne
Prokne (asteroide 194) é um asteroide da cintura principal com um diâmetro de 168,42 quilómetros, a 1,99988919 UA. Possui uma excentricidade de 0,23614207 e um período orbital de 1 547,33 dias (4,24 anos).
Prokne tem uma velocidade orbital média de 18,40755365 km/s e uma inclinação de 18,48562444º.
Este asteroide foi descoberto em 21 de Março de 1879 por Christian Peters.
Este asteroide recebeu este nome em homenagem à personagem Procne da mitologia grega.